# إنديانابوليس 500 سنة 1980
سباق إنديانا بوليس -500 ميل 1980 أقيم في حلبة إنديانابوليس موتور سبيدواي في 25 مايو 1980 وفاز في السباق جوني رذرفورد من فريق جيم هال بمتوسط سرعة 142.862 ميل/س (229.914 كم/س).
وكان أول المنطلقين جوني رذرفورد بسرعة 192.256 ميل/س (309.406 كم/س).